# Curran Bluff
Das Curran Bluff ist ein 3 km langes Felsenkliff an der Bowman-Küste des Grahamlands auf der Antarktischen Halbinsel. Es liegt südlich der Reichle Mesa und bildet einen Teil der Südküste der Joerg-Halbinsel. Das Kliff ragt bis zu 910 m am westlichen Ende auf und ist die markanteste Landmarke an der Nordküste des Solberg Inlet.
Luftaufnahmen, die der US-amerikanische Polarforscher Lincoln Ellsworth am 21. November 1935 angefertigt hatte, dienten dem US-amerikanischen Kartografen W. L. G. Joerg zwischen 1936 und 1937 der Kartierung.  Das Advisory Committee on Antarctic Names benannte es nach Martin P. Curran, ein Mitglied des Erkundungsteams auf der USCGC Burton Island zur Vermessung der Pine Island Bay zwischen 1974 und 1975 sowie Projektmanager für den Einsatz des Forschungsschiffs RV Hero im Dienst der Palmer-Station im Jahr 1976.